# Galla Ferenc (egyháztörténész)
Galla Ferenc (Udvard, 1888. szeptember 23. – Székesfehérvár, 1977. április 19.) magyar római katolikus pap, egyháztörténész, pápai prelátus.

## Élete
A teológia szakát a szaléziánusoknál végezte el, teológiából az olaszországi Torino városában, az egyetemen doktorált. 1912-ben pappá szentelték. Miközben káplán, hitoktató, valamint plébános volt, bölcsészdoktorrá avatták a Budapesti Tudományegyetemen. Róma városában levéltári kutatásokat is végzett. Később a váci teológia tanára volt. A Budapesti Tudományegyetem egyik karának, a hittudományinak nyilvános rendkívüli (1936), később nyilvános rendes (1938 és 1950 között) tanára, utóbb a központi papnevelő tanára (1950 és 1959 között) és rektora (1952 és 1955 között) volt az egyetem középkori és újkori egyháztörténeti tanszékén.

## Művei
Több művet is írt, ezek közül a legfontosabbak:
- A clunyi reform hatása Magyarországon (Budapest, 1931)
- A Pázmáneum alapítása és a Szentszék (Budapest, 1935)
- Harminckilenc kiadatlan Pázmány levél (Vác, 1936)
- Borromeo Szt. Károly hatása Magyarországon (Budapest, 1937)
- Marnavics Tomkó János boszniai püspök magyar vonatkozásai (Budapest, 1940)
- A pálosrend reformálása a XVII. században; Stephaneum Ny., Budapest, 1941
- A püspökjelöltek kánoni kivizsgálásának jegyzőkönyvei a Vatikáni Levéltárban. A magyar katolikus megújhodás korának püspökei; szerzői, Budapest, 1946
- A magyar katolikus restauráció misszionáriusa; szerzői, Budapest, 1946
- Magyar tárgyú pápai felhatalmazások, felmentések és kiváltságok a katolikus megújhodás korából. 1. rész; Stephaneum Ny., Budapest, 1947 (Regnum könyvek I. Egyháztörténeti források)
- Fulgenzio da Jesi ferences misszionárius vitája a böjtről a gyöngyösi jezsuitákkal. Fejezet a magyar katolikus restauráció misszióiból; Stephaneum Ny., Budapest, 1947
- Ferences misszionáriusok Magyarországon: a Királyságban és Erdélyben a 17-18. században; sajtó alá rend. Fazekas István; PPKE Egyháztörténeti Kutatócsoport, Budapest–Róma, 2005 (Bibliotheca Historiae Ecclesiasticae Universitatis Catholicae de Petro Pázmány Nuncupatae Ser. 1. Collectanea Vaticana Hungariae Classis 1.)
- Pápai kinevezések, megbízások és felhatalmazások. Erdély, a Magyar Királyság és a Hódoltság területére, 1550–1711; összegyűjt. Galla Ferenc, sajtó alá rend. Tusor Péter, Tóth Krisztina; PPKE Egyháztörténeti Kutatócsoport–Váci Egyházmegyei Történeti Bizottság, Budapest–Róma–Vác, 2010 (Bibliotheca Historiae Ecclesiasticae Universitatis Catholicae de Petro Pázmány Nuncupatae Ser. 1. Collectanea Vaticana Hungariae Classis 2.)
- Pálos missziók Magyarországon a 17-18. században; sajtó alá rend. Fazekas István; MTA PPKE 'Lendület' Egyháztörténeti Kutatócsoport–Gondolat, Budapest–Róma, 2015 (Bibliotheca Historiae Ecclesiasticae Universitatis Catholicae de Petro Pázmány Nuncupatae)
- A százéves udvardi kálvária felszentelése; szerk. Maczkó Ferenc; Print Brokers Team, Győr, 2020